# St. Lambertus (Welz)

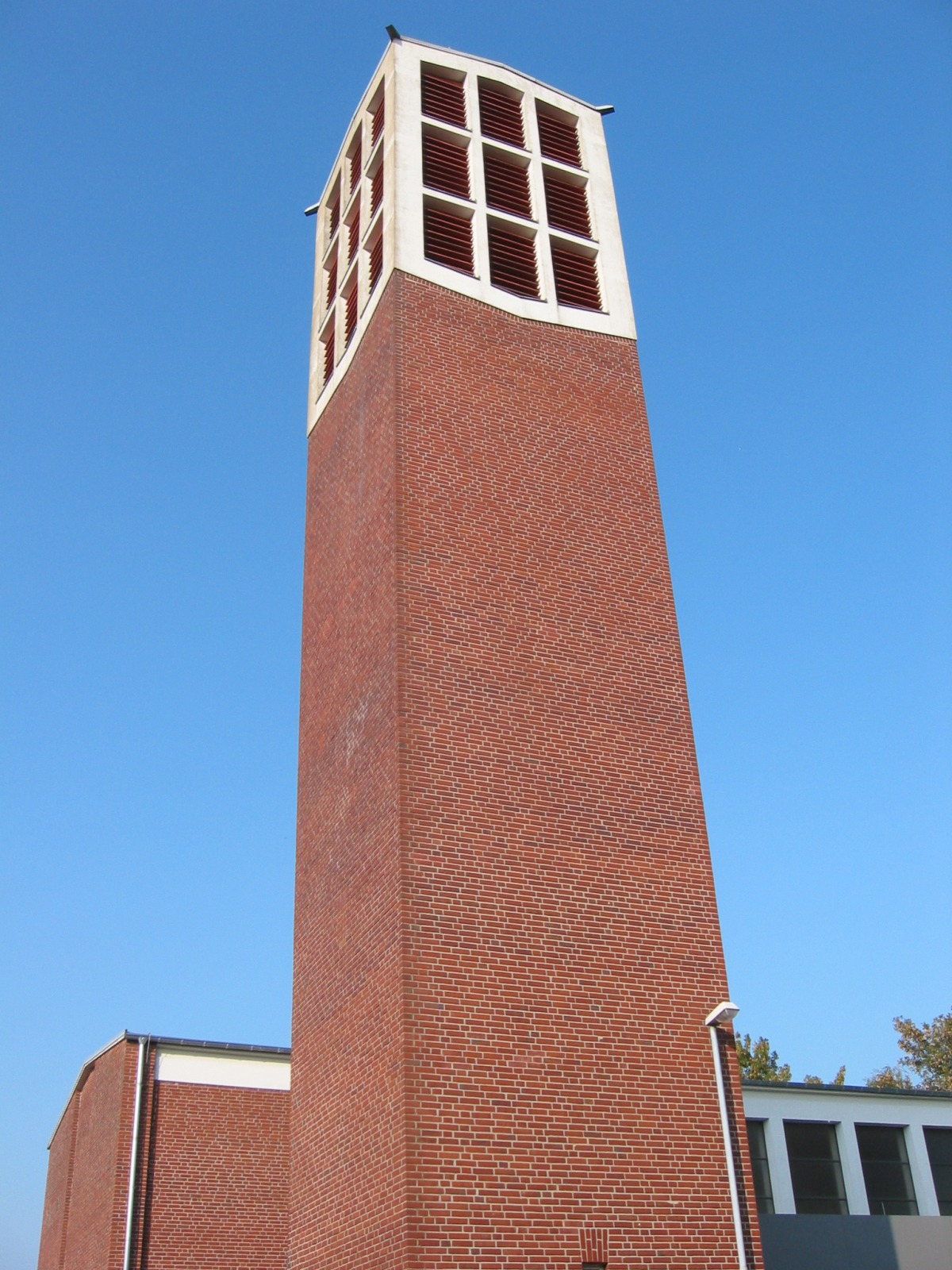
St. Lambertus in Welz

St. Lambertus ist die römisch-katholische Pfarrkirche des Ortsteils Welz der Stadt Linnich im Kreis Düren (Nordrhein-Westfalen).

## Geschichte
Die Pfarre Welz wurde das erste Mal 1300 urkundlich erwähnt. Über die damalige Pfarrkirche ist jedoch nichts bekannt. Im 16. Jahrhundert wurde ein Kirchturm errichtet und das Langhaus dieser Kirche wurde in den Jahren 1853/54 durch ein neues, neogotisches Langhaus nach Plänen des Architekten Richard Castenholz aus Malmedy ersetzt. Im Zweiten Weltkrieg wurde die Kirche vollständig zerstört. In den Jahren 1963/64 wurde eine neue Kirche nach Plänen des Linnicher Architekten Werner Finkeldei errichtet. Die feierliche Kirchweihe war am 15. August 1964.

## Orgel
Die Orgel wurde durch die niederländische Orgelbaufirma Verschueren aus Heythuysen gebaut und hat folgende Disposition:
| Pedal     |     |
| Subbas    | 16′ |
| Gedekt    | 8′  |
| Koraalbas | 4′  |

| Manual                  |    |
| Prestant                | 8′ |
| Bourdon                 | 8′ |
| Octaaf (nur Bass)       | 4′ |
| Praestant (nur Diskant) | 4′ |
| Fluit                   | 4′ |
| Octaaf (nur Bass)       | 2′ |
| Doublette (nur Diskant) | 2′ |

- Spielhilfen: Piano

## Pfarrer
Folgende Priester wirkten bislang als Pfarrer an St. Lambertus:
- 1930–1937: Richard Krein
- 1937–1945: Heinrich Tremanns
- 1945–1953: Matthias Reiff
- 1953–1958: Franz Conrads
- 1959–1966: Franz Klimsa
- 1966–1984: Josef Langen
- 1985–1990: P. Rudi Witting OSFS
- 1991–1995: Josef Thomik
- Seit 1999: Heinz Philippen